# Данилова Олена Юріївна
Олена Юріївна Данилова (рос. Елена Юрьевна Данилова; нар. 17 червня 1987, Воронеж, СРСР) — російська футболістка, нападниця. Виступала за жіночу збірну Росії з футболу. Найкращий бомбардир молодіжного чемпіонату Європи 2005 і 2006 років. Чемпіон Європи 2005 року (в категорії до 19 років).

## Клубна кар'єра
Народилася у Воронежі, де почала грати у футбол у віці одинадцяти років. У 2001 році приєдналася до «Енергії». Провела у воронезькому клубі чотири сезони, після чого перейшла в «Рязань-ВДВ», а рік по тому — до московського «Спартака». З січня 2006 року разом з Оленою Тереховою виступала в команді «Індіана» (США), але пропустила більшу частину сезону через травму. Тим не менше, команда стала чемпіоном. Загалом у США відіграла два сезони. Проте через травму коліна пропустила весь сезон 2008 та частину сезону 2009 року.
Повернулася в Росію, в 2009 виступала за «ФК Росіянка», з 2010 по 2012 роки була в воронезької «Енергії». Часто грала в зв'язці з Оленою Терехової. З 2012 до 2018 року виступала за «Рязань-ВДВ», ставала переможницею (2013, 2018), срібним (2017) і бронзовим (2016) призером чемпіонату Росії, володаркою (2014 року) і фіналісткою (2018) Кубку Росії. У 2018 році стала найкращим бомбардиром чемпіонату Росії (11 голів).

## Кар'єра в збірній
У 2003 році дебютував як у молодіжній, так і в головній збірній Росії з футболу. У складі молодіжної збірної виступала на чемпіонатах Європи 2004 та 2005 років. У сезоні 2005 року своїми дев’ятьма голами сприяла тріумфу збірної Росії: вирішальним став її хет-трик у поєдинку проти Німеччини у півфіналі та гол у фіналі проти Франції. Також визнавалася однією з найкращих футболісток турніру.
У футболці національної збірної дебютувала 2 жовтня в 1/4 фіналу чемпіонату світу 2003 року проти Німеччини: росіянки програли поєдинок, але 16-річна Олена вийшла на поле на початку другого тайму й відзначилася єдиним голом збірної Росії у вище вказаному матчі. У 2009 році відновилася від травми коліна, завдяки чому змогла взяти участь у чемпіонаті Європи 2009 року, коли Росія вибула за підсумками групопвого, після трьох поразок у трьох поєдинках. Зігравши два матчі та відзначившись двома голами в кваліфікації чемпіонату Європи 2017 року, головний тренер Олена Фоміна викликали Данилову для участі у фінальній частині чемпіонату Європи 2017 року.

## Досягнення
командні
- Чемпіонат Росії
  -  Чемпіон (3): 2002, 2003, 2018
  -  Срібний призер (3): 2001, 2009, 2010
  -  Бронзовий призер (1): 2016

- Чемпіонат США
  -  Чемпіон (1): 2007

- Молодіжний чемпіонат Європи
  -  Чемпіон (1): 2005

особисті
- Найкраща бомбардирка молодіжного чемпіонату Європи (WU-19): 2005, 2006

## Статистика виступів

### Клубна
| Клуб                            | Сезон             | Чемпіонат | Чемпіонат | Кубок | Кубок | Єврокубки | Єврокубки | Інші  | Інші | Загалом | Загалом |
| Клуб                            | Сезон             | Матчі     | Голи      | Матчі | Голи  | Матчі     | Голи      | Матчі | Голи | Матчі   | Голи    |
| ------------------------------- | ----------------- | --------- | --------- | ----- | ----- | --------- | --------- | ----- | ---- | ------- | ------- |
| «Енергія» (Воронеж)             | 2003              | ?         | 7         | ?     | 5     | ?         | 4         | -     | -    | ?       | 16      |
| «Енергія» (Воронеж)             | 2004              | ?         | 5         | ?     | 2     | -         | -         | -     | -    | ?       | 7       |
| «Енергія» (Воронеж)             | Загалом           | ?         | 12        | ?     | 7     | ?         | 4         | -     | -    | ?       | 23      |
| «Рязань-ВДВ» (Рязань)           | 2005              | ?         | 12        | ?     | 1     | -         | -         | -     | -    | ?       | 13      |
| «Рязань-ВДВ» (Рязань)           | Загалом           | ?         | 12        | ?     | 1     | -         | -         | -     | -    | ?       | 13      |
| «Спартак» (Москва)              | 2005              | ?         | 13        | ?     | 2     | -         | -         | -     | -    | ?       | 15      |
| «Спартак» (Москва)              | Всего             | ?         | 13        | ?     | 2     | -         | -         | -     | -    | ?       | 15      |
| «Індіана» (Індіанаполіс)        | 2007              | ?         | -         | -     | -     | -         | -         | ?     | 1    | ?       | 1       |
| «Індіана» (Індіанаполіс)        | Всего             | ?         | -         | -     | -     | -         | -         | ?     | 1    | ?       | 1       |
| «Росіянка» (Московська область) | 2009              | 9         | 4         | -     | -     | -         | -         | -     | -    | 9       | 4       |
| «Росіянка» (Московська область) | Загалом           | 9         | 4         | -     | -     | -         | -         | -     | -    | 9       | 4       |
| «Енергія» (Воронеж)             | 2010              | 22        | 16        | -     | -     | -         | -         | -     | -    | 22      | 16      |
| «Енергія» (Воронеж)             | 2011/2012         | 21        | 11        | ?     | 1     | -         | -         | -     | -    | ?       | 12      |
| «Енергія» (Воронеж)             | Загалом           | 43        | 27        | ?     | 1     | -         | -         | -     | -    | ?       | 28      |
| «Рязань-ВДВ» (Рязань)           | 2012/2013         | 16        | 15        | -     | -     | -         | -         | -     | -    | 16      | 15      |
| «Рязань-ВДВ» (Рязань)           | Загалом           | 16        | 15        | -     | -     | -         | -         | -     | -    | 16      | 15      |
| Усього за кар'єру               | Усього за кар'єру | ?         | ?         | ?     | 11    | ?         | 4         | ?     | 1    | ?       | ?       |

### Збірна
- 2005  «Рязань-ВДВ» (Рязань)  9 у фіналі за молодіжну збірну Росії
- 2006  «Спартак» (Москва)  7 у фіналі за молодіжну збірну Росії
- 2009  «Росіянка» (Московська область)  1 за Жіночу збірну Росії
- 2010  «Енергія» (Воронеж)  4 за Жіночу збірну Росії